# Carex lithophila
Carex lithophila är en halvgräsart som beskrevs av Porphir Kiril Nicolai Stepanowitsch Turczaninow. Carex lithophila ingår i släktet starrar, och familjen halvgräs. Inga underarter finns listade i Catalogue of Life.